# Jacqueline van Beek
Jacqueline van Beek is een Nederlandse voormalige korfbalster. Zij werd Nederlands kampioen met PKC en ze werd ook kampioen met het Nederlands korfbalteam. Ze won in 1987 als speelster 2 individuele prijzen, namelijk die van Beste Debutant en die van Beste Korfbalster van Nederland. Door blessureleed verdween zij vroegtijdig van het hoogste niveau.

## PKC
In 1987 debuteerde Van Beek op drieëntwintigjarige leeftijd in de hoofdmacht van PKC. Op dat moment behoorde PKC tot de top van Nederland, onder leiding van coach Anton Mulders en met topspelers als Corrie Euser, Hanneke Cosijn en Jan de Jager.
In het eerste seizoen van Van Beek in de selectie haalde PKC de zaalfinale. Deze ging met 12-8 verloren van Oost-Arnhem. Op het veld ging het beter, want hier pakte PKC de veldtitel. Voor Van Beek was haar eerste seizoen ook succesvol op persoonlijk vlak, want ze werd onderscheiden met 2 prijzen; die van Beste Debutant en die van Beste Korfbalster van Nederland.
In 1987-1988 haalde PKC wederom de zaalfinale en het was een herhaling van het jaar ervoor. De tegenstander was wederom Oost-Arnhem en ook deze keer ging de titel mee naar Arnhem. PKC verloor deze finale met 14-8. Op het veld plaatste PKC zich voor de veldfinale. In deze finalereeks was SCO de tegenstander en PKC won.
In 1988, voor aanvang van het nieuwe seizoen, kreeg PKC een nieuwe hoofdcoach. Anton Mulders ging terug naar Deetos en Ron Westerkamp nam het over.
In de zaal werd PKC voor de 3e keer op rij 1e in zijn Hoofdklasse en mocht zo weer de zaalfinale spelen. Net als de vorige 2 jaar was Oost-Arnhem de tegenstander. Ondertussen was Bram van der Zee teruggegaan van Oost Arnhem naar Allen Weerbaar en zodoende had de ploeg kwaliteit ingeleverd. De wraak kwam vanuit PKC, want deze finale wonnen zij met 11-8. Op het veld werd het gemeen spannend voor PKC. Toch wist het 1 punt voor te blijven op concurrent Deetos en plaatste zich zo voor de veldfinale. In deze finalereeks was ROHDA de tegenstander. De eerste wedstrijd won PKC met 12-8 en wedstrijd 2 eindigde in een zakelijke 9-7 overwinning voor PKC, waardoor het voor de 3e keer op rij Nederlands veldkampioen werd.
Seizoen 1989-1990 eindigde in mineur voor Van Beek. In een wedstrijd op 30 september tegen Allen Weerbaar liep ze een zware knieblessure op. Ze kon het seizoen niet afmaken.

## Rentree
Na anderhalf jaar revalideren kwam Van Beek terug in 1991. Ze begon nog niet meteen in de hoofdmacht van PKC, maar speelde haar eerste wedstrijden in het 2e team.
Ze zou bij PKC blijven t/m 1994 en maakte daar enkel nog de veldtitel van 1993 mee.

## Elders
In 1995 stapte Van Beek over naar CKV OVVO uit Maarssen totdat ze in december naar Goes ging verhuizen.
Ze zag de lange reistijd niet zitten en stapte zodoende in 1996 over naar de Zeeuwse club Tjoba dat op 3 km van Goes lag. Deze club speelde niet op het hoogste niveau. Hier speelde ze t/m 1999.

## Oranje
Van Beek speelde ook voor het Nederlands korfbalteam dat goud won op de World Games van 1993.

## Erelijst
- Nederlands kampioen zaalkorfbal, 1x (1989)
- Nederlands kampioen veldkorfbal, 4x (1987, 1988, 1989, 1993)
- Korfbalster van het Jaar, 1x (1987)
- Korfbaldebutant van het Jaar, 1x (1987)